# Perchlorate de calcium
Le perchlorate de calcium est un sel métallique de formule chimique Ca(ClO4)2. C'est un composé inorganique ayant l'apparence d'un solide cristallin jaune-blanc. Il s'agit d'un puissant oxydant et, pour cette raison, il réagit avec les réducteurs lorsqu'il est chauffé afin de générer de la chaleur et des produits qui peuvent être gazeux (qui sera une cause de pressurisation dans des récipients fermés). Le perchlorate de calcium est classé comme réactif explosif.[réf. nécessaire]